# Луцій Аквілій Флор

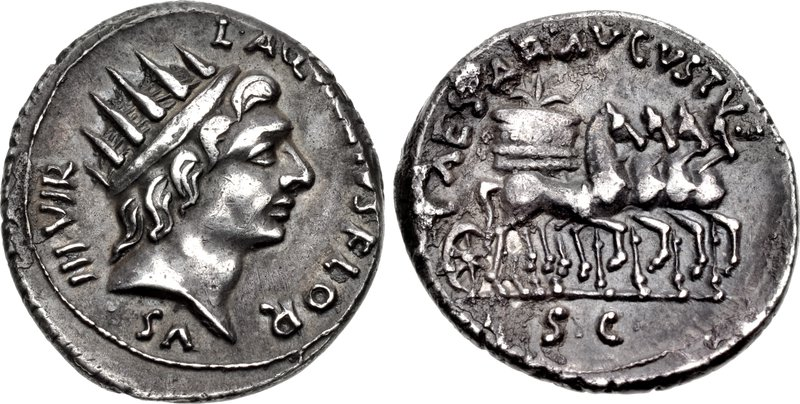
Денарій Августа і Луція Аквілія Флора, 19 р. до н. е. На аверсі зображений Сол; на реверсі — квадрига з модіємі — символ розподілу зерна серед народу, організованого Октавіаном Августом.

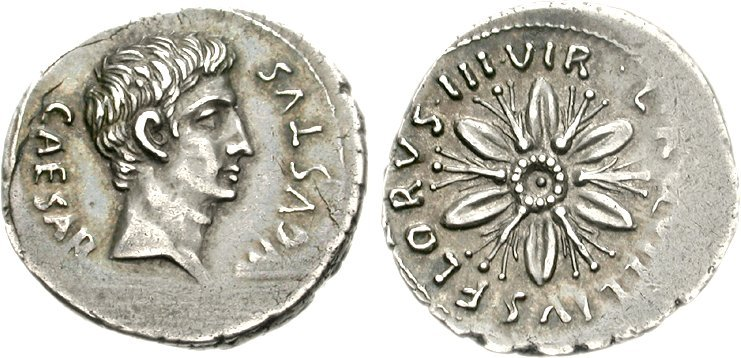
Денарій Августа і Луція Аквілія Флора, 19 р. до н. е. На аверсі зображено Августа, квітка на реверсі натякає на ім'я Флора.

Лу́цій Акві́лій Флор (лат. Lucius Aquilius Florus; ? — після 19 до н. е.) — державний діяч часів падіння Римської республіки та ранньої Римської імперії.

## Життєпис
Походив з роду нобілів Аквіліїв. Молодший син сенатора Манія Аквілія. Про його кар'єру замало відомостей. Був прихильником Гая Юлія Цезаря, а потім Марка Антонія. Близько 42-40 роках до н. е. обіймав посаду квестора в провінції Ахая, про що свідчить напис на Афінському акрополі. Відновив споруди, зведені його прадідом, Манієм Аквілієм, консулом 129 року до н. е. Збереглося кілька написів від імені Аквілія Флора, де він згадує свого предка.
Після поразки Марка Антонія у 31 році до н. е. у битві при Акції, здався військам Октавіана. Останній помилував Флора, дозволивши повернутися до Риму. Тут він продовжив свою кар'єру.
У 20 році до н. е. став монетарієм (разом з Луцієм Канінієм Галлом, Марком Дурмієм і Публієм Петронієм Турпіліаном). Зобразив на своїх денаріях квітку з розкритими пелюстками та богиню Віртуту (лат. Virtus). Роботу монетарія завершив після 19 до н. е.
Подальші відомості про нього відсутні.